# Остромецкий, Аркадий Абрамович
Аркадий Абрамович Остроме́цкий (р. 1923) — белорусский советский цимбалист. Народный артист Белорусской ССР (1970).

## Биография
Учился в БелГК (1939-1941, 1946-1947). Свой творческий путь начал в 1937 в оркестре народных инструментов Белорусской филармонии. Лауреат 1-го Всесоюзного смотра исполнителей на народных инструментах (1939). В 1946–1957 концертмейстер Государственного народного оркестра БССР. С 1957 солист Белорусской государственной филармонии. В 1947—1957 годах педагог Средней специальной музыкальной школы при Белорусской консерватории.